# Tetragonopterus argenteus
Tetragonopterus argenteus är en fiskart som beskrevs av Cuvier, 1816. Tetragonopterus argenteus ingår i släktet Tetragonopterus och familjen Characidae. Inga underarter finns listade i Catalogue of Life.